# Монгла, Франсуа де Клермон
Франсуа де Поль де Клермон (фр. François de Paule de Clermont; 19 января 1620 — 7 апреля 1675), маркиз де Монгла — французский мемуарист.

## Биография
Сын Ардуэна де Клермона, сеньора де Сен-Жоржа, барона де Рю и д'Аминьи, и Жанны де Арле, воспитательницы королевских детей.
Маркиз де Монгла и граф де Шеверни.
О жизни маркиза де Монгла сохранилось немного сведений, а сам он редко упоминает о себе в мемуарах. Известно, что в 1640 году, после осады Арраса, он стал кампмейстером Наваррского полка, в следующем году был ранен в голову при осаде Ла-Басе, а в 1643-м получил согласие короля на занятие должности великого магистра гардероба, вакантной после отставки маркиза де Монтеспана.
На церемонии коронации Людовика XIV 7 июня 1654 он исполнял обязанности великого хлебодара Франции, и 31 декабря 1661 был пожалован в рыцари орденов короля.
Мемуары маркиза де Монгла были впервые изданы в Амстердаме в 1727 году в четырех томах in-12 под редакцией отца Бужана. В этом сочинении, охватывающем 1635—1660 годы,  описаны основные события всех двадцати четырех кампаний франко-испанской войны, придворной жизни и Фронды; автор предваряет основной рассказ кратким обзором первых двадцати пяти лет царствования Людовика XIII.
По словам Луи Монмерке, «Это рассудительный человек, который не забывает ничего важного и заботливо описывает положение вещей своего времени. (…) Волнения Фронды, многочисленные интриги тех беспокойных времен изображены у него правдиво и бесстрастно». Стиль его мемуаров «небрежный, как у человека, который пишет только для себя и друзей, но они отмечены печатью вольности, и историк может за ними следовать, как за надежным проводником».

## Семья
Жена (8.02.1645): Сесиль-Элизабет Юро (1631—27.02.1695), графиня де Шеверни, дочь Анри Юро, графа де Шеверни, губернатора Шартра, и Мари-Маргерит Гайяр де Ламорньер, внучка канцлера Филиппа Юро де Шеверни. Брак не был счастливым, поскольку графиня состояла в связи с графом де Бюсси-Рабютеном, и это привело к скандалу
Сын:
- Луи (1645—7.05.1722), граф де Шеверни, маркиз де Монгла. Жена (1680): Тереза де Жоанн де Ла-Карр де Сомери (ок. 1652—1727), графиня де Шеверни, дочь Жака де Жоанна де Ла-Карра, маркиза де Сомери и Катрин Шаррон